# Piękna i Bestia. Zaczarowany świat Belli
Piękna i Bestia. Zaczarowany świat Belli (ang. Belle’s Magical World) – amerykański film animowany Walta Disneya, wydany 17 lutego 1998.

## Obsada głosowa
- Paige O’Hara – Bella
- Robby Benson – Bestia
- Jerry Orbach – Płomyk
- David Ogden Stiers –
  - Trybik,
  - Narrator
- Anne Rogers – pani Imbryk
- Gregory Grudt – Bryczek
- Jo Anne Worley – Szafa
- April Winchell –
  - Żyrandola,
  - Koncertina,
  - Chaud
- Kimmy Robertson – Fifi
- Frank Welker – Sułtan
- Jim Cummings –
  - Webster,
  - Wazuwiusz,
  - Piec,
  - Trąbal
- Jeff Bennett –
  - Kajetan,
  - Frappe
- Rob Paulsen –
  - Le Piór,
  - Tres
  - ubijacz do jaj

## Polska wersja
Wersja polska: Start International Polska

Reżyseria: Joanna Wizmur

Dialogi: Barbara Robaczewska

Teksty piosenek: Marek Robaczewski

Kierownictwo muzyczne: Marek Klimczuk

Dźwięk i montaż: Elżbieta Chojnowska

Opieka artystyczna: Mariusz Arno Jaworowski

Kierownictwo produkcji: Elżbieta Araszkiewicz

Wystąpili: 
- Jolanta Wilk – Bella (dialogi)
- Katarzyna Pysiak – Bella (śpiew)
- Stefan Każuro – Bestia
- Ryszard Nawrocki – Trybik
- Jacek Czyż – Płomyk
- Krystyna Tkacz – pani Imbryk (The Perfect Word, Fifi’s Folly, Broken Wing)
- Mirosława Krajewska – pani Imbryk (Mrs. Potts’ Party)
- Aleksander Jaworowski – Bryczek
- Katarzyna Łaniewska – Szafa
- Krystyna Królówna – Żyrandola
- Dorota Dobrowolska-Ferenc – Fifi
- Andrzej Tomecki – Webster
- Janusz Zadura – Le Piór
- Marek Frąckowiak – Kajetan
- Mikołaj Müller – Wazuwiusz
- Paweł Szczesny – Trąbal
- Anna Apostolakis – Koncertina
- Elżbieta Kopocińska – Chaud
- Tomasz Bednarek – Tres
- Robert Tondera – ubijacz do jaj
- Jan Kulczycki – Piec
- Eugeniusz Robaczewski – Narrator